# Riccardia formosensis
Riccardia formosensis là một loài rêu trong họ Aneuraceae. Loài này được Stephani Horik. mô tả khoa học đầu tiên năm 1934.